# Chennevières-lès-Louvres
Pour les articles homonymes, voir Chennevières.
Chennevières-lès-Louvres est une commune du Val-d'Oise située en plaine de France, à proximité de l'aéroport Roissy-Charles-de-Gaulle (2 km) et à environ 25 km au nord-est de Paris.
Ses habitants sont appelés les Cannabriens.

## Géographie

### Description
Chennevières-lès-Louvres est un village périurbain du Pays de France dans le Val-d'Oise, proche du département de l'Oise, jouxtant au nord la plateforme aéroportuaire de l'aéroport Charles de Gaulle, situé à 25 km au nord-est de Paris, 18 km au sud-est de Chantilly et 35 km à l'est de Cergy.

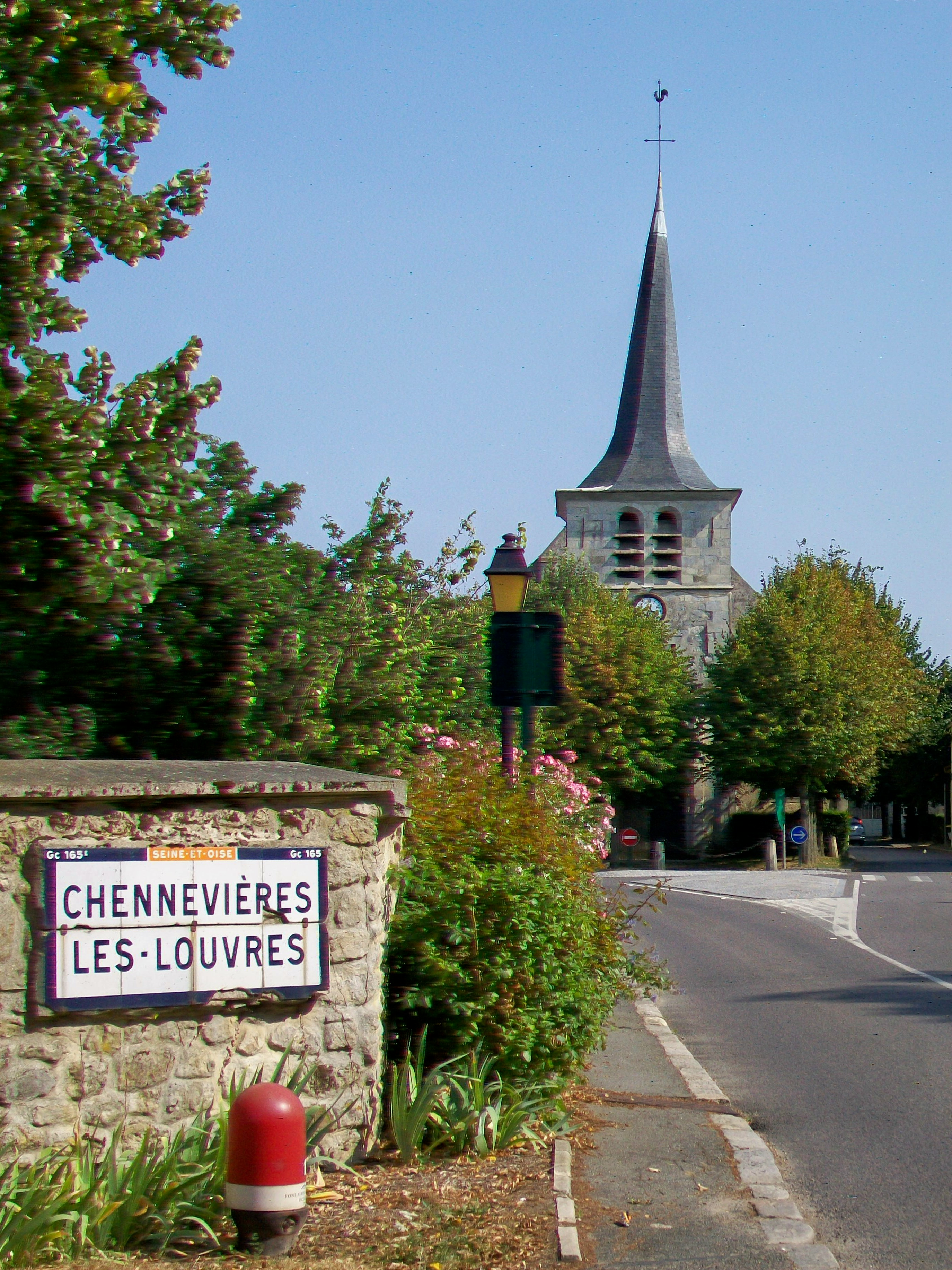
Paysage de la commune.

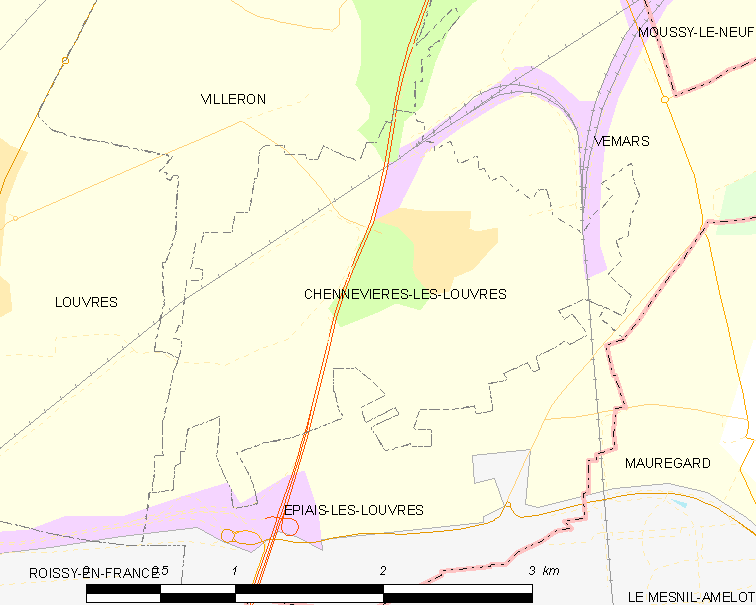
Carte de la commune.
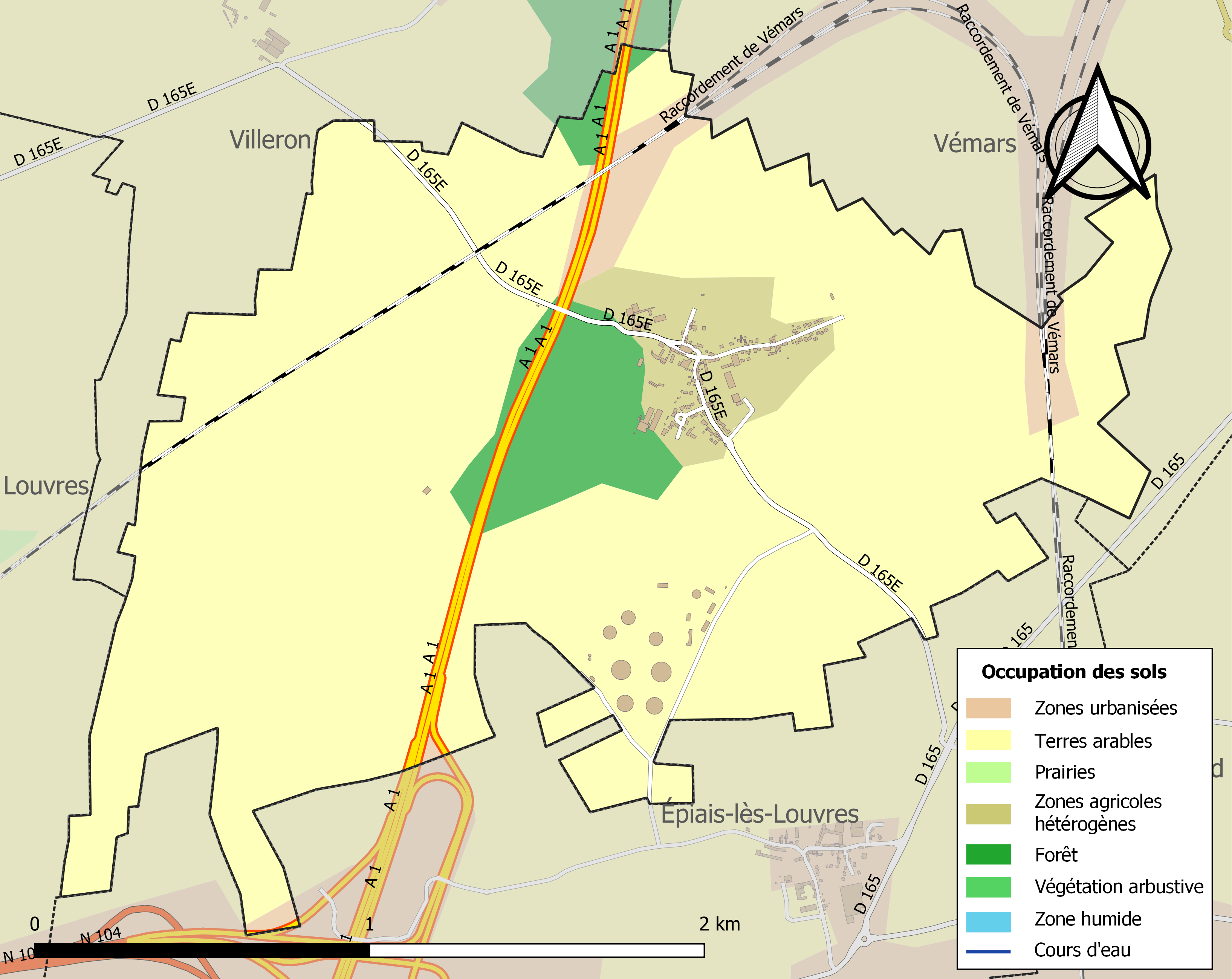
Occupation des sols.

### Communes limitrophes
La commune est limitrophe de Louvres, Villeron, Vémars et Épiais-lès-Louvres.
| Villeron | Vémars                   |  |
| Louvres  | Chennevières-lès-Louvres |  |
|          | Épiais-lès-Louvres       |  |

### Voies de communication et transports
Elle est aisément accessible  depuis la Francilienne et l'autoroute A1, qui traverse le territoire communal, ainsi que deux lignes TGV ; la LGV Nord et la LGV Interconnexion Est.

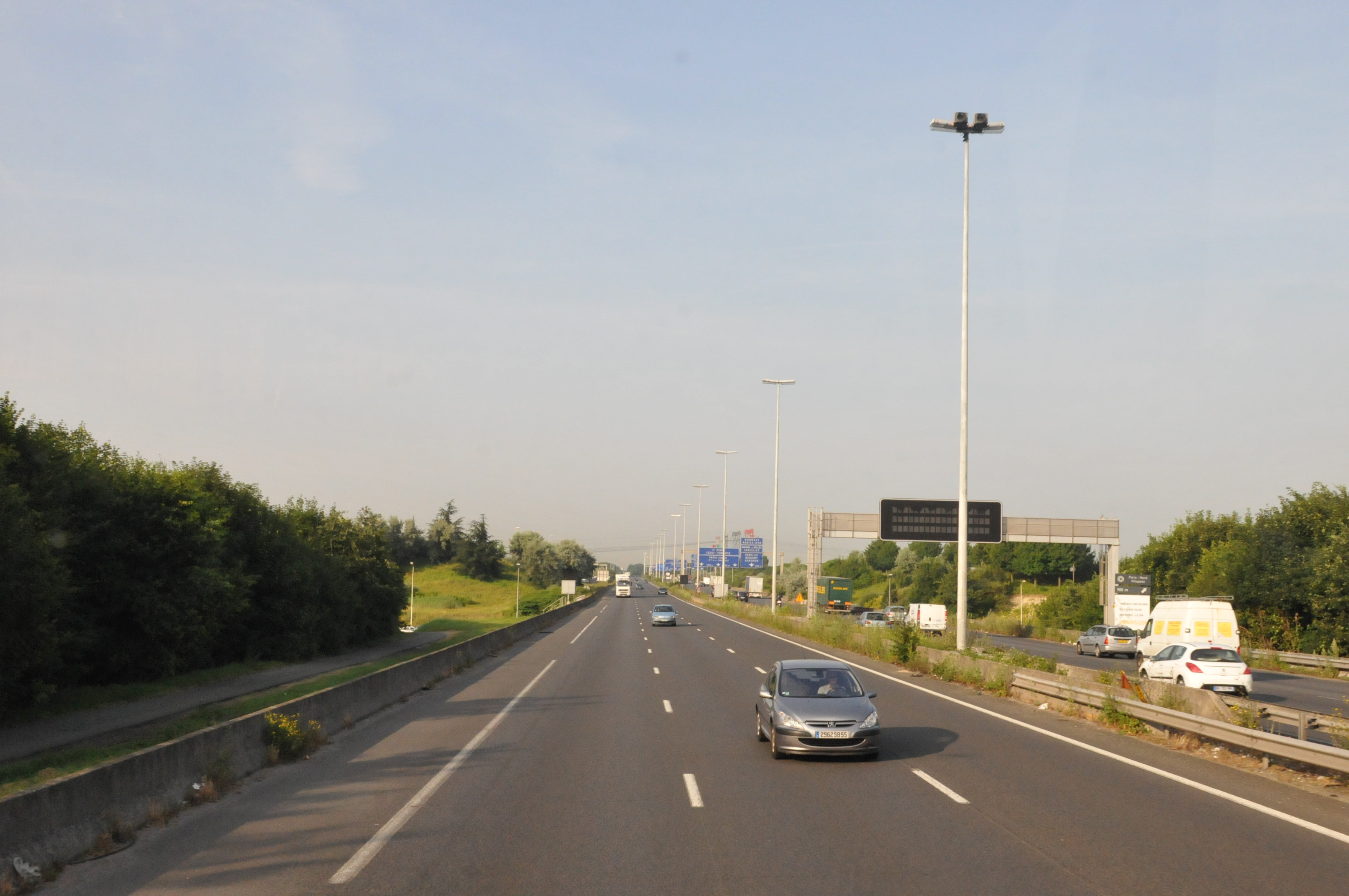
L'autoroute A1.
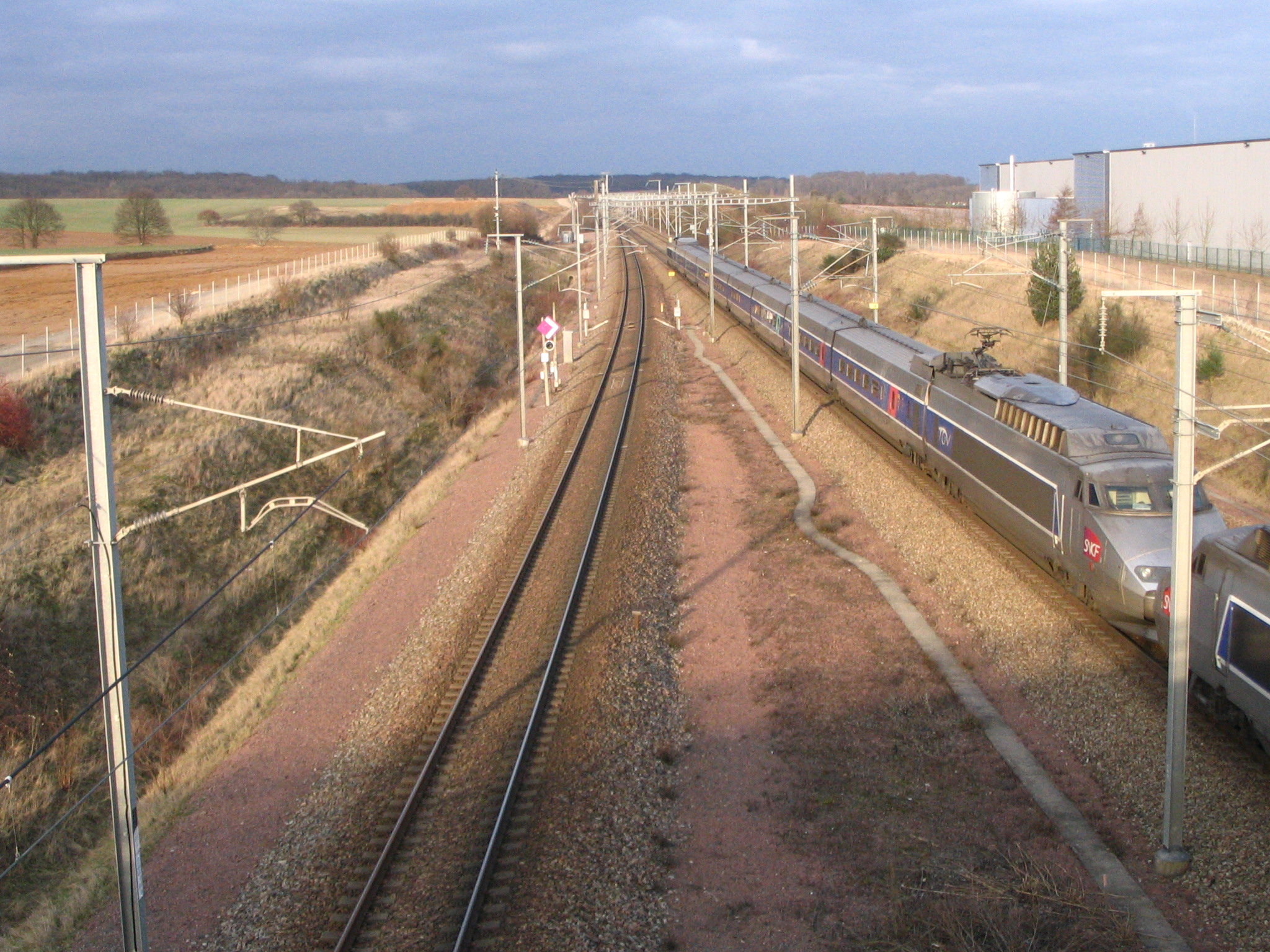
La LGV Interconnexion Est.
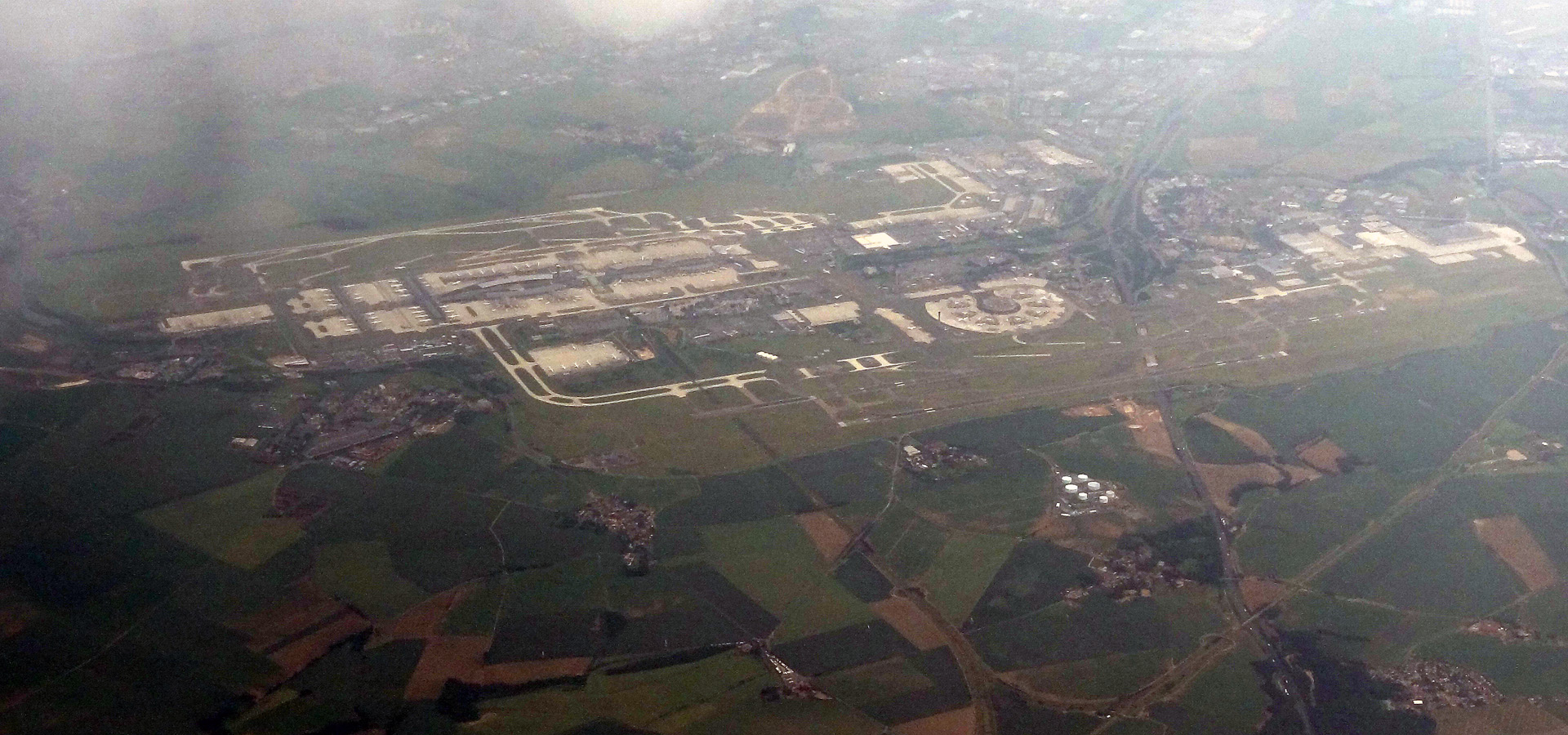
Vue aérienne de Chennevières-lès-Louvres et Épiais-lès-Louvres.

### Climat
Pour des articles plus généraux, voir Climat de l'Île-de-France et Climat du Val-d'Oise.
En 2010, le climat de la commune est de type climat océanique dégradé des plaines du Centre et du Nord, selon une étude du CNRS s'appuyant sur une série de données couvrant la période 1971-2000. En 2020, Météo-France publie une typologie des climats de la France métropolitaine dans laquelle la commune est exposée à un climat océanique altéré et est dans la région climatique Sud-ouest du bassin Parisien, caractérisée par une faible pluviométrie, notamment au printemps (120 à 150 mm) et un hiver froid (3,5 °C).
Pour la période 1971-2000, la température annuelle moyenne est de 10,9 °C, avec une amplitude thermique annuelle de 15 °C. Le cumul annuel moyen de précipitations est de 717 mm, avec 10,3 jours de précipitations en janvier et 8,2 jours en juillet. Pour la période 1991-2020, la température moyenne annuelle observée sur la station météorologique la plus proche, située sur la commune de Saint-Witz à 5 km à vol d'oiseau, est de 11,9 °C et le cumul annuel moyen de précipitations est de 676,8 mm,. Pour l'avenir, les paramètres climatiques de la commune estimés pour 2050 selon différents scénarios d'émission de gaz à effet de serre sont consultables sur un site dédié publié par Météo-France en novembre 2022.
| Mois                                  | jan.           | fév.           | mars          | avril         | mai           | juin         | jui.          | août          | sep.          | oct.          | nov.          | déc.          | année      |
| ------------------------------------- | -------------- | -------------- | ------------- | ------------- | ------------- | ------------ | ------------- | ------------- | ------------- | ------------- | ------------- | ------------- | ---------- |
| Température minimale moyenne (°C)     | 1,8            | 2              | 4             | 6,6           | 9,6           | 12,8         | 14,7          | 14,6          | 11,8          | 9,1           | 5,6           | 2,8           | 8          |
| Température moyenne (°C)              | 4              | 5              | 7,9           | 11,5          | 14,4          | 17,7         | 20            | 19,8          | 16,5          | 12,6          | 8,2           | 5,1           | 11,9       |
| Température maximale moyenne (°C)     | 6,3            | 7,9            | 11,9          | 16,4          | 19,2          | 22,5         | 25,4          | 25            | 21,2          | 16,1          | 10,7          | 7,4           | 15,8       |
| Record de froid (°C) date du record   | −12,3 07.01.09 | −10,4 12.02.12 | −8,4 13.03.13 | −2,5 07.04.21 | 1,5 06.05.19  | 6,5 13.06.08 | 7,8 03.07.11  | 8,2 26.08.18  | 3,5 30.09.18  | −0,7 29.10.08 | −5,1 30.11.10 | −7,4 19.12.09 | −12,3 2009 |
| Record de chaleur (°C) date du record | 14,1 01.01.22  | 19,6 27.02.19  | 24,2 31.03.21 | 28,7 20.04.18 | 30,8 28.05.17 | 36 27.06.11  | 41,4 25.07.19 | 37,5 09.08.20 | 34,3 08.09.23 | 28,3 01.10.11 | 20,5 08.11.15 | 15,7 31.12.21 | 41,4 2019  |
| Précipitations (mm)                   | 54,4           | 47,7           | 45            | 37,4          | 72,2          | 64,9         | 58,1          | 59,3          | 47,4          | 56,8          | 61            | 72,6          | 676,8      |

## Urbanisme

### Typologie
Au 1er janvier 2024, Chennevières-lès-Louvres est catégorisée commune rurale à habitat dispersé, selon la nouvelle grille communale de densité à sept niveaux définie par l'Insee en 2022.
Elle est située hors unité urbaine. Par ailleurs la commune fait partie de l'aire d'attraction de Paris, dont elle est une commune de la couronne,. Cette aire regroupe 1 929 communes,.

## Toponymie
L'origine du nom de Chennevières-lès-Louvres provient du latin Cannabria marquée par le suffixe latin -aria, en français -ière, sont des lieux humides où prospère la culture du chanvre (cannabria ou cannabis). Au milieu du XVIIIe siècle, l'abbé Lebeuf admet que le toponyme doit s'expliquer par cette culture, mais note que presque tout le pays est en labourage, et que le chanvre n'est pas plus fréquent qu'ailleurs.

## Histoire
Le lieu était occupé dès l'époque gallo-romaine et la présence mérovingienne est également attestée par la découverte d'une nécropole à proximité de l'ancienne église Saint-Médard.
Le village était une possession de l'abbaye de Saint-Denis au XIIe siècle. L'abbé Suger serait d'ailleurs né dans ce village vers 1081.

## Politique et administration

### Rattachements administratifs et électoraux
Rattachements administratifs
Antérieurement à la loi du 10 juillet 1964, la commune faisait partie du département de Seine-et-Oise. La réorganisation de la région parisienne en 1964 fit que la commune appartient désormais au département du Val-d'Oise et à son arrondissement de Sarcelles après un transfert administratif effectif au 1er janvier 1968.
Elle faisait partie de 1801 à 1967 du canton de Luzarches de Seine-et-Oise. Lors de la mise en place du Val-d'Oise, la ville intègre le canton de Gonesse . Dans le cadre du redécoupage cantonal de 2014 en France, cette circonscription administrative territoriale a disparu, et le canton n'est plus qu'une circonscription électorale.
Chennevières-lès-Louvres fait partie de la juridiction d’instance de Gonesse, et de grande instance ainsi que de commerce de Pontoise,.
Rattachements électoraux
Pour les élections départementales, la commune est membre depuis 2014 du canton de Goussainville
Pour l'élection des députés, elle fait partie de la neuvième circonscription du Val-d'Oise.

### Intercommunalité
Chennevières-lès-Louvres était membre de la communauté d'agglomération Roissy Porte de France, un établissement public de coopération intercommunale (EPCI) à fiscalité propre créé en 1994et auquel la commune avait transféré un certain nombre de ses compétences, dans les conditions déterminées par le code général des collectivités territoriales.
Dans le cadre de la mise en œuvre de la loi MAPAM du 27 janvier 2014, qui prévoit la généralisation de l'intercommunalité à l'ensemble des communes et la création d'intercommunalités de taille importante notamment en Île-de-France afin de pouvoir dialoguer avec la métropole du Grand Paris créée par la même loi, cette intercommunalité a fusionné avec ses voisines pour former, le 1er janvier 2017, la communauté d'agglomération Roissy Pays de France dont est désormais membre la commune.

### Liste des maires
| Période                                  | Période                       | Identité        | Étiquette | Qualité |
| ---------------------------------------- | ----------------------------- | --------------- | --------- | --- |
| Les données manquantes sont à compléter. |                               |                 |           | |
| 1998                                     | 2014                          | Laurence Dubocq |           | Institutrice et secrétaire de mairie Vice-présidente de la communauté de communes Portes de France[Quand ?] |
| 2014                                     | En cours (au 2 décembre 2020) | Éric Plasman    |           | Réélu pour le mandat 2020-2026                                                                              |

## Démographie
L'évolution du nombre d'habitants est connue à travers les recensements de la population effectués dans la commune depuis 1793. Pour les communes de moins de 10 000 habitants, une enquête de recensement portant sur toute la population est réalisée tous les cinq ans, les populations de référence des années intermédiaires étant quant à elles estimées par interpolation ou extrapolation. Pour la commune, le premier recensement exhaustif entrant dans le cadre du nouveau dispositif a été réalisé en 2008.

En 2022, la commune comptait 294 habitants, en évolution de −4,23 % par rapport à 2016 (Val-d'Oise : +4 %, France hors Mayotte : +2,11 %).
| 1793 | 1800 | 1806 | 1821 | 1831 | 1836 | 1841 | 1846 | 1851 |
| ---- | ---- | ---- | ---- | ---- | ---- | ---- | ---- | ---- |
| 180  | 170  | 168  | 166  | 147  | 160  | 143  | 156  | 149  |

| 1856 | 1861 | 1866 | 1872 | 1876 | 1881 | 1886 | 1891 | 1896 |
| ---- | ---- | ---- | ---- | ---- | ---- | ---- | ---- | ---- |
| 120  | 152  | 159  | 179  | 175  | 160  | 155  | 167  | 183  |

| 1901 | 1906 | 1911 | 1921 | 1926 | 1931 | 1936 | 1946 | 1954 |
| ---- | ---- | ---- | ---- | ---- | ---- | ---- | ---- | ---- |
| 184  | 172  | 188  | 181  | 167  | 211  | 188  | 151  | 162  |

| 1962 | 1968 | 1975 | 1982 | 1990 | 1999 | 2006 | 2008 | 2013 |
| ---- | ---- | ---- | ---- | ---- | ---- | ---- | ---- | ---- |
| 172  | 176  | 170  | 156  | 197  | 218  | 306  | 331  | 321  |

| 2018 | 2022 | - | - | - | - | - | - | - |
| ---- | ---- | - | - | - | - | - | - | - |
| 305  | 294  | - | - | - | - | - | - | - |

## Économie
Village essentiellement agricole, Chennevières vit aussi des revenus liés à la présence à proximité de l'aéroport Roissy-Charles-de-Gaulle qui a installé sur le territoire de la commune d'importants réservoirs de kérosène nécessaires à l'approvisionnement des avions.
Ce centre de stockage est alimenté par un oléoduc de la Trapil. Il s'agit de canalisations de 55 cm de diamètre et assurant le transport d’hydrocarbures liquides (supercarburant, gazole, fioul domestique, kérosène, produits semi-finis). La présence de ce dépôt sur son territoire classe la commune à risque majeur selon la directive Seveso, c'est-à-dire à risque élevé d'accident technologique,.

## Culture locale et patrimoine

### Lieux et monuments
Chennevières-lès-Louvres compte un  monument historique sur son territoire :
- Église Saint-Leu-et-Saint-Gilles (classée monument historique en 1980[28]), place de l'Église : elle remplace une ancienne église dédiée à saint Médard, qui se trouvait au sud du village et a été rasée au début du XVIIIe siècle au plus tard. 
L'église actuelle a été fondée au XIVe siècle par le seigneur de Chennevières, Gilles Choisel, d'où elle tient son saint patron, Gilles l'Ermite. Le second patron, saint Loup, n'est attesté qu'au milieu du XVIe siècle. 
C'est à cette époque qu'un spacieux chœur Renaissance est édifié à l'est de la petite nef gothique. Il est flanqué de deux chapelles, dont celle du nord est dédiée à la Vierge Marie et accueille une statue de la Vierge à l'Enfant du début du XIVe siècle. 
Le décor de l'abside est particulièrement soigné, et des niches à statues, dont deux avec des dais richement ouvragés, y agrémentent les piliers. 
Selon une inscription, l'achèvement du chœur actuel peut être situé en 1577. À cette époque, c'est encore une tour associée au château tout proche qui fait office de clocher. Il s'écroule en 1718, et le seigneur M. Nouveau offre ainsi un nouveau clocher à la paroisse, qui est peu élevé mais coiffé d'une flèche élancée. Il sert en même temps de porche et précède la nef. Les bas-côtés de la nef ont été bâtis en même temps que le clocher, en 1719. Des restaurations ont lieu au XIXe siècle ; il est possible que la nef ait été revoûtée à cette époque. L'église Saint-Leu-Saint-Gilles est donc un édifice composite, où la différence de hauteur entre la nef (7,10 m) et le chœur (11,75 m) est frappante, ainsi que la différence de la qualité de l'architecture. 
Le chœur seul présente un réel intérêt artistique ; il est d'une élégance sobre et possède, avec son abside entourée de niches à statues, l'un des plus beaux espaces liturgiques du XVIe siècle en pays de France[29],[30].

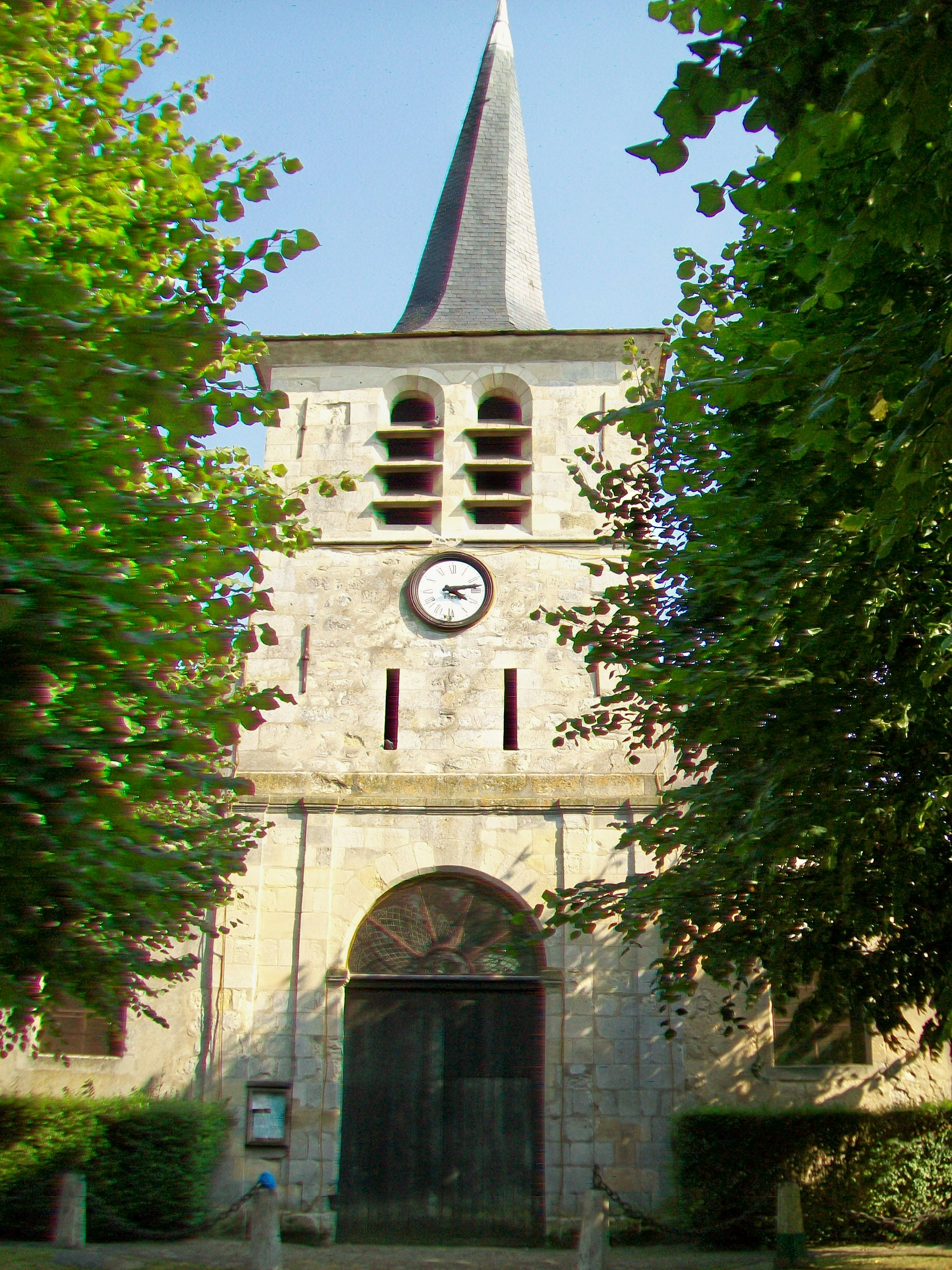
Façade de l'église.
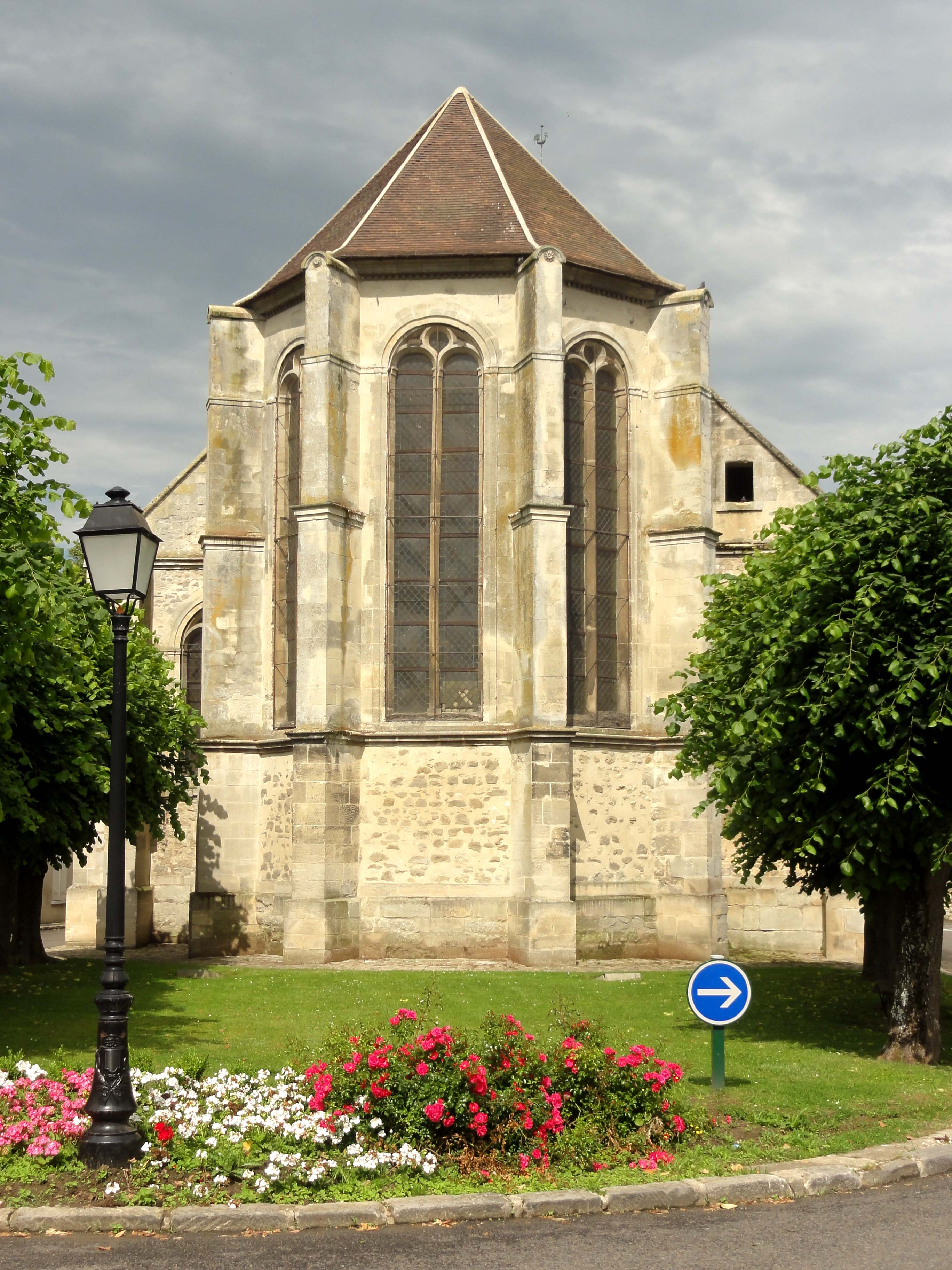
Le chœur.
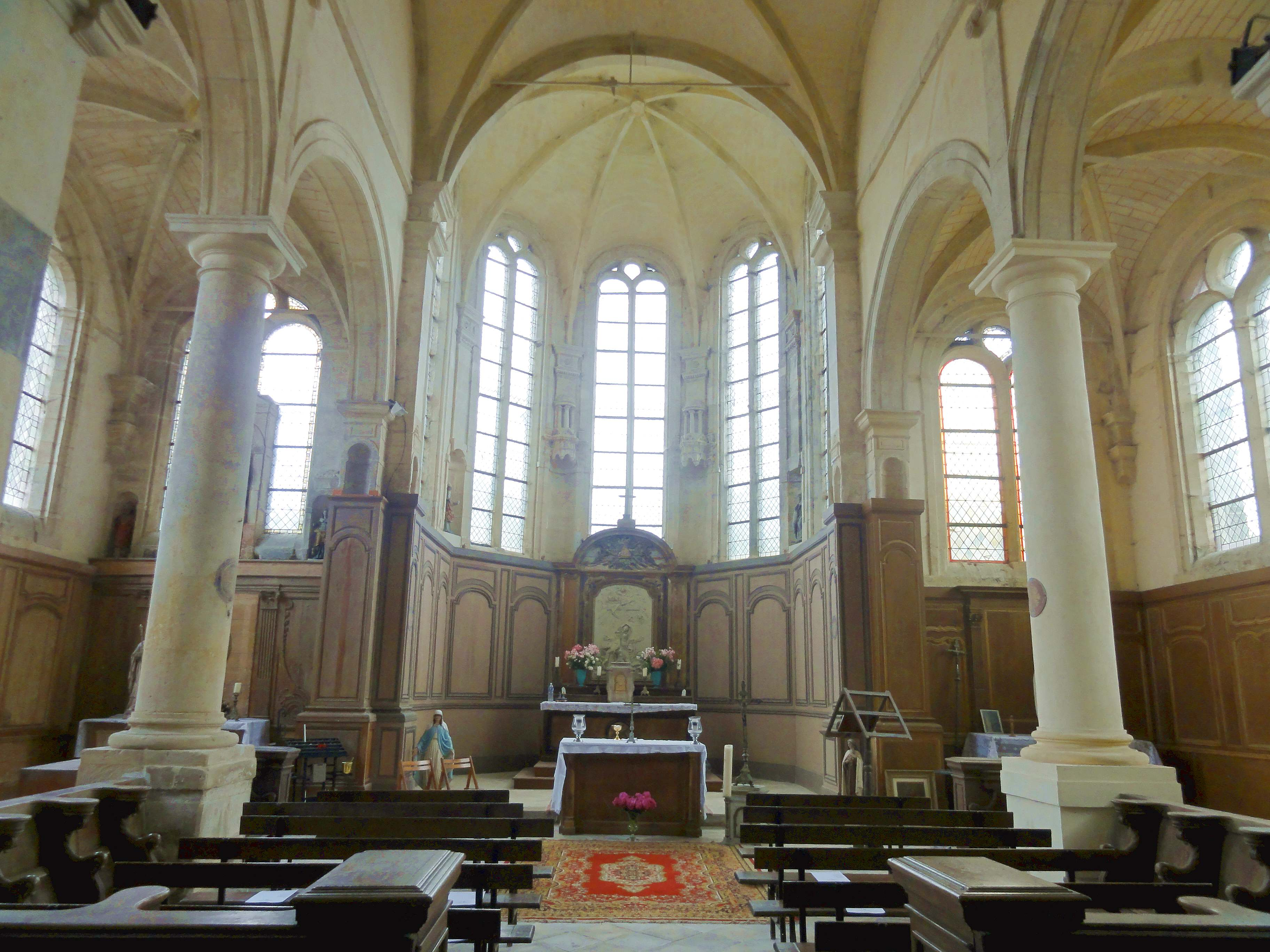
Le chœur et l'autel.
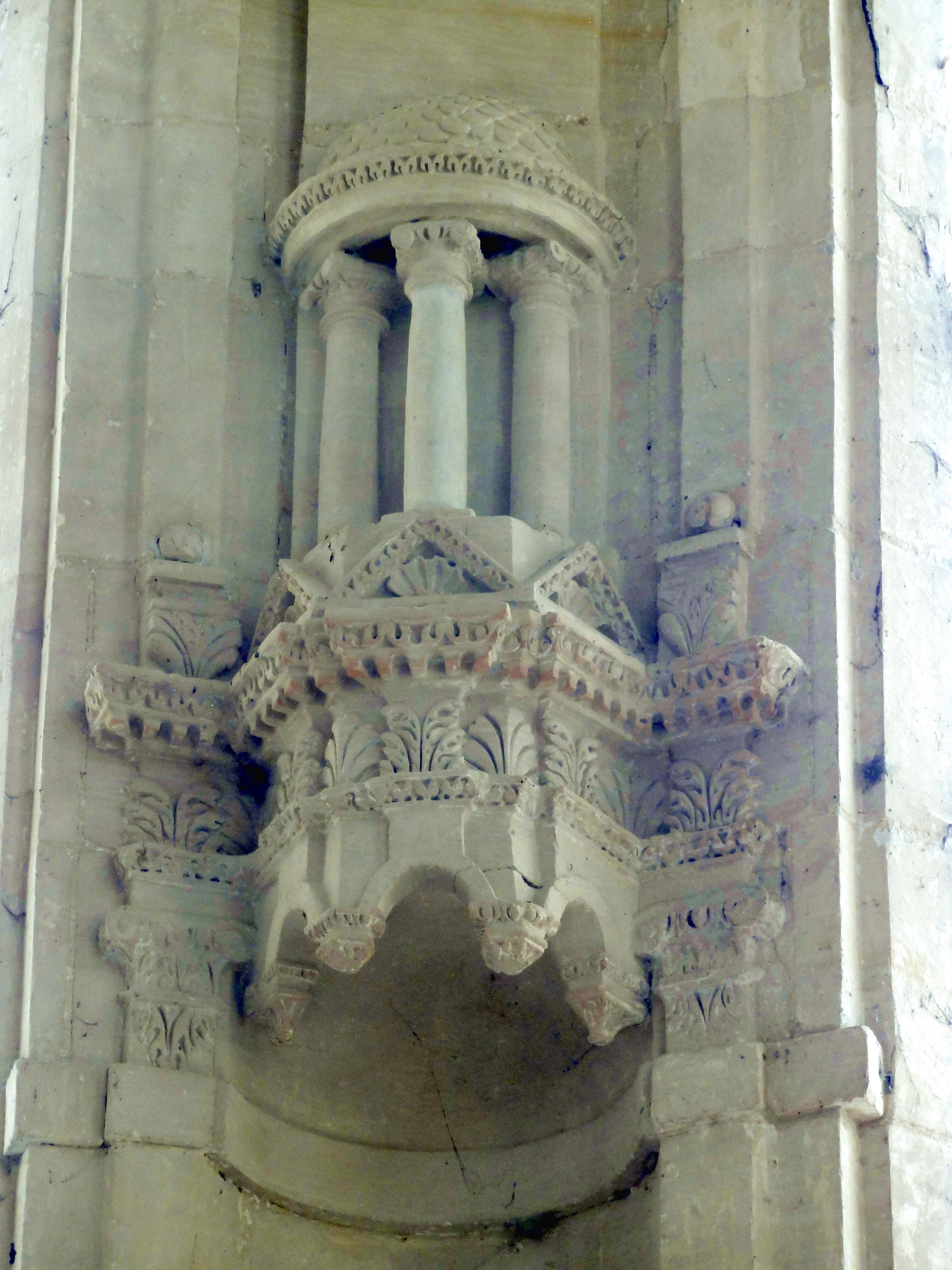
Abside, dais de la niche à gauche de la baie d'axe.
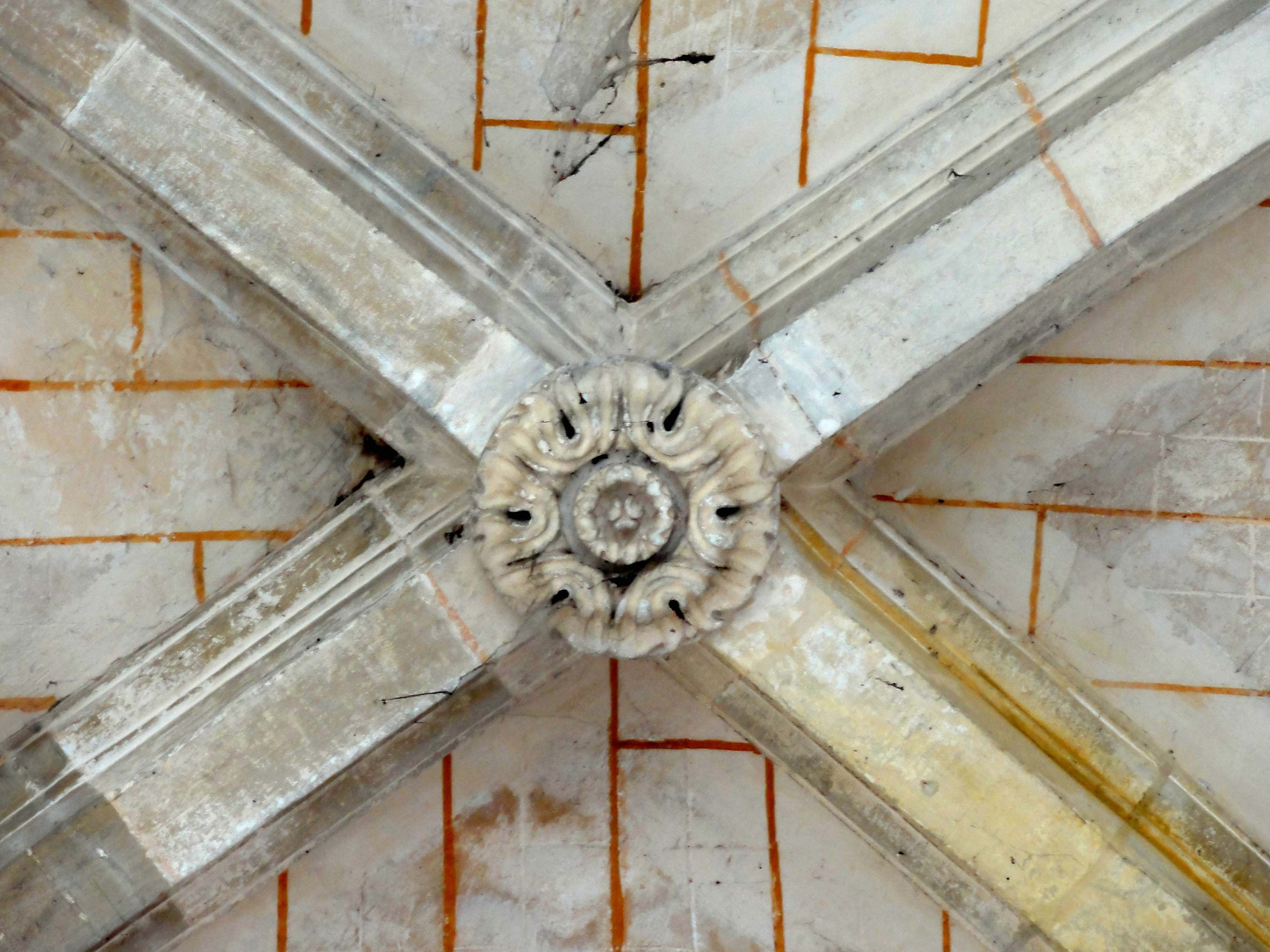
Croisée d'ogives.

On peut également signaler : 

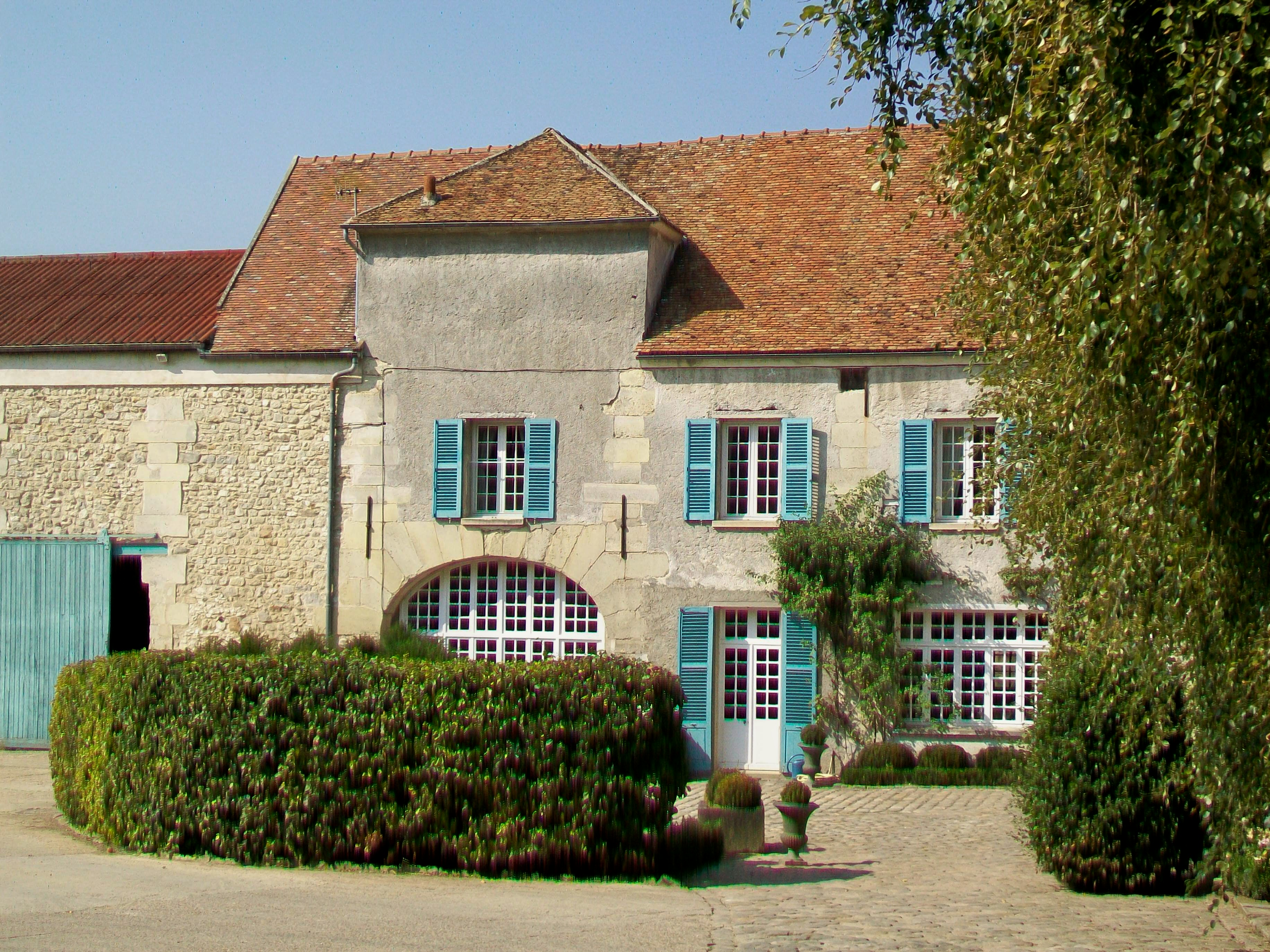
Ferme de la Vallée.

- Château, rue d'Epiais-les-Louvres : Il s'agit en réalité d'une grande maison bourgeoise de deux étages édifiée en 1842 pour M. Prestat, négociant à Paris. La demeure se situe à l'ancien emplacement du château seigneurial démoli en 1641, et est entourée d'un vaste jardin anglais contemporain de la maison. Le château occupait environ un tiers de la superficie du village, jusqu'à ce que la construction de l'autoroute provoque la soustraction de sa partie occidentale. Une unité de production pharmaceutique est en outre établie dans le secteur sud-est du parc pendant la seconde moitié du XXe siècle. 
Les bâtiments de la ferme du château, au nord du domaine près de la place de l'Église, datent pour l'essentiel de la première moitié du XIXe siècle et comportent un colombier au point de jonction de trois ailes[31]. Depuis la désaffectation, une partie des bâtiments agricoles a été réhabilitée en halte-garderie.
- Ferme de la Vallée, rue de Louvres : Cette grande ferme subsiste au moins depuis la première moitié du XVIIe siècle et reste inchangée jusqu'à la fin de l'Ancien Régime. La ferme est agrandie et une seconde cour d'exploitation est créée après 1823, mais un bâtiment contigu au logis est démoli dès la fin du XIXe siècle, et une partie des bâtiments ajoutés après 1823 est rasée pendant le second quart du XXe siècle. Le colombier carré attenant au logis y est aujourd'hui intégré[32].

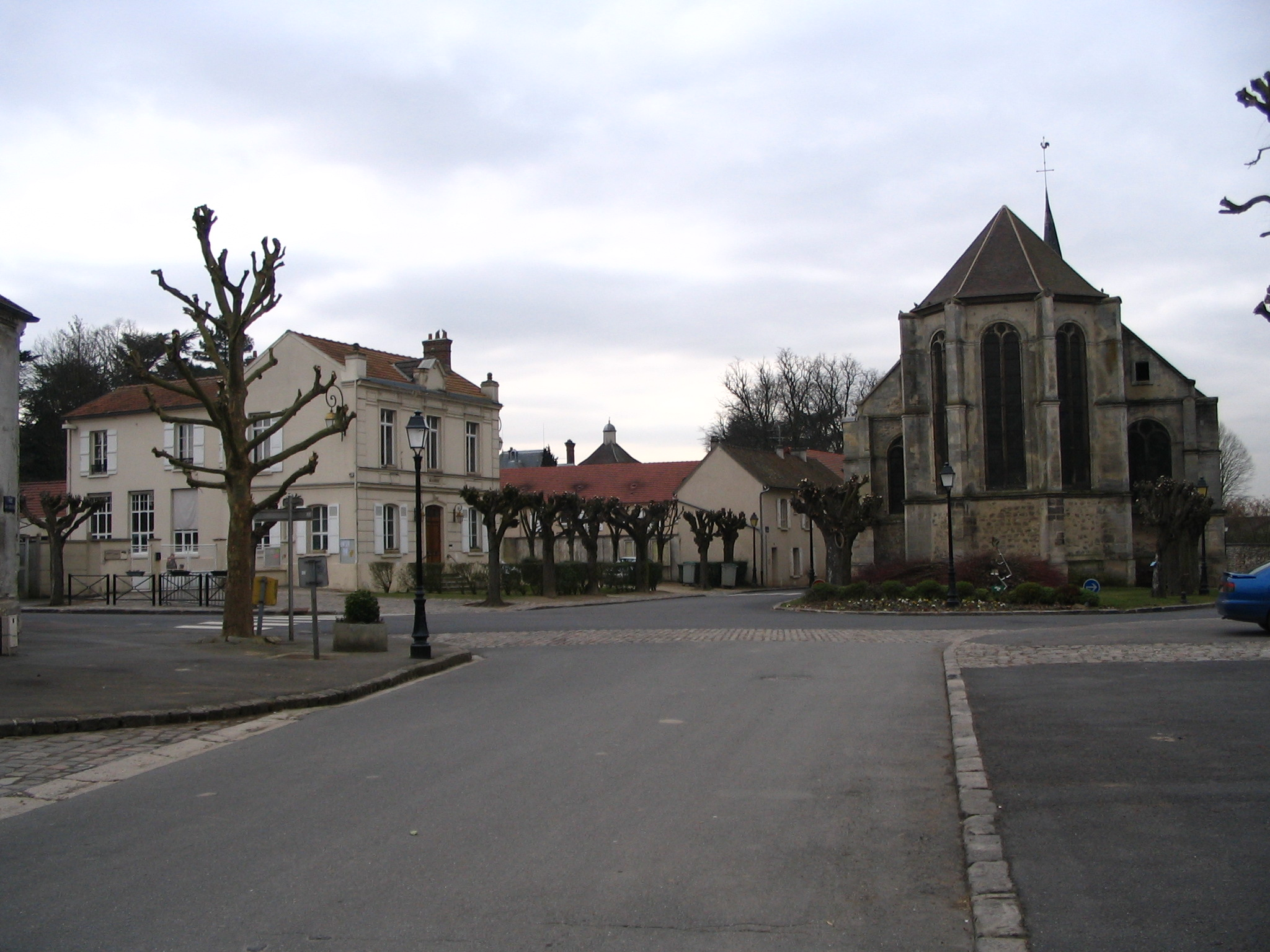
Place principale.
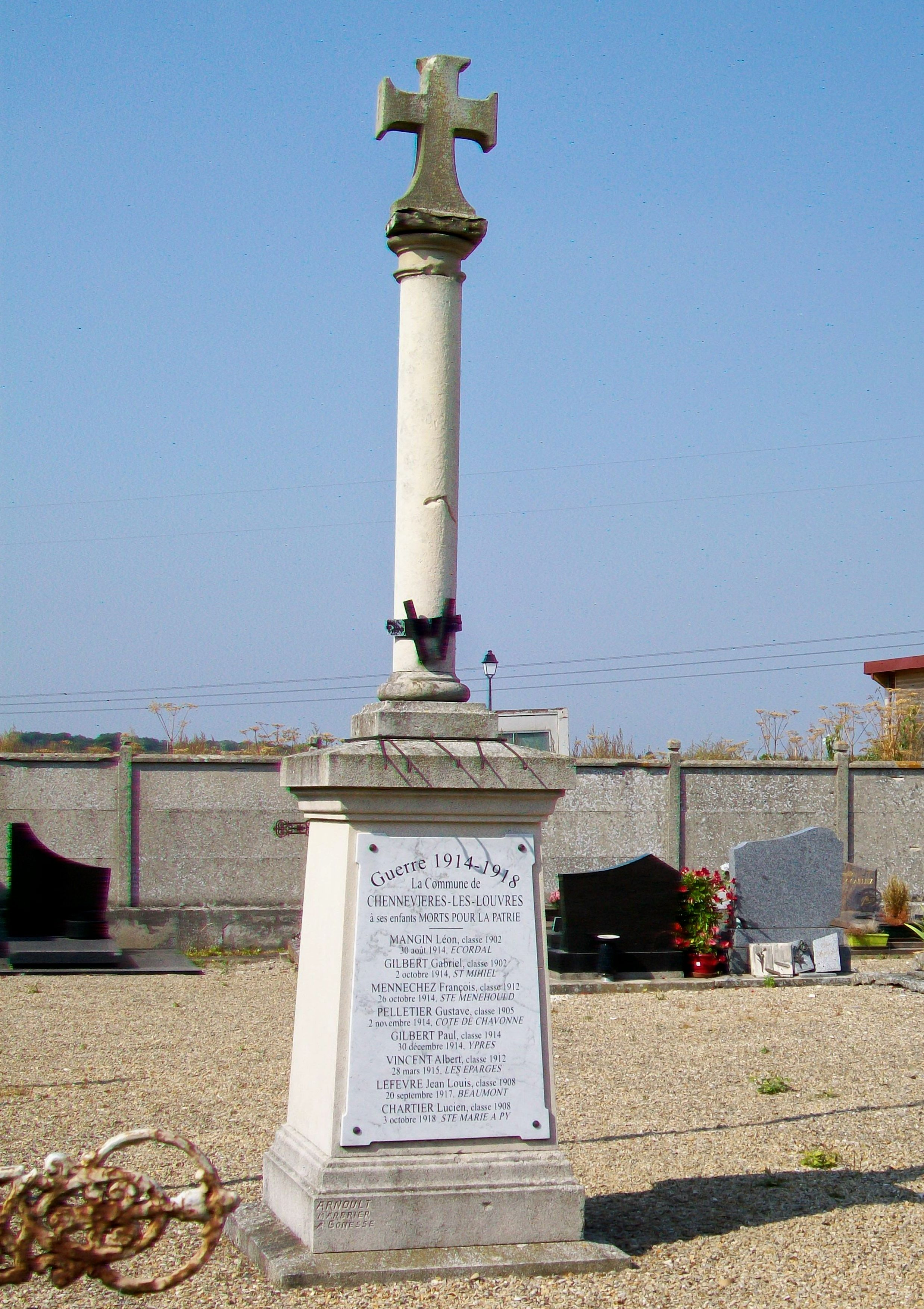
Monument aux morts, sur la croix du cimetière.
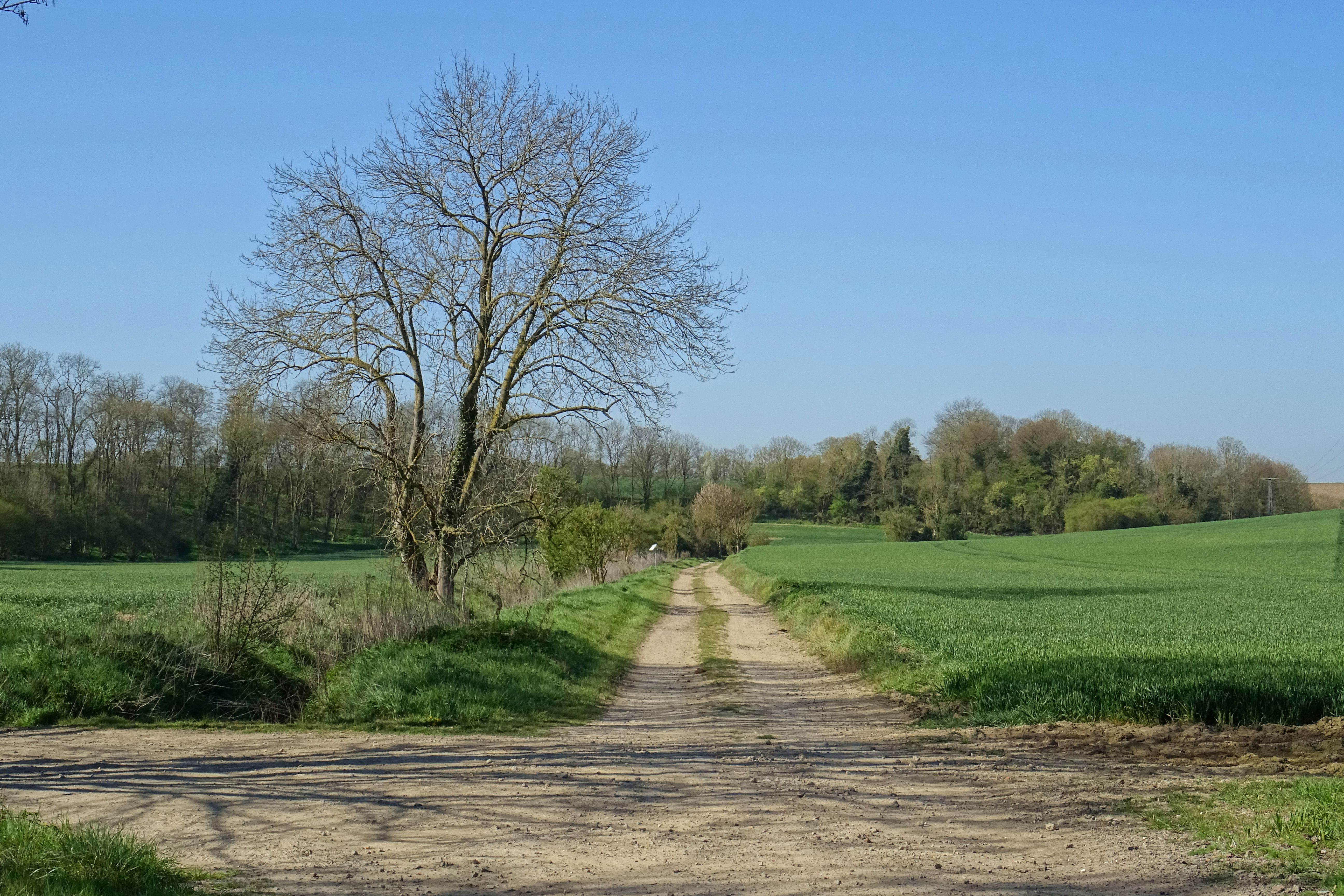
Chemin rural.

### Personnalités liées à la commune
- L'abbé Suger, né selon Charles Higounet à Chennevières-lès-Louvres[33],[34] en 1080 ou 1081 et mort à Saint-Denis le 13 janvier 1151, est un abbé et homme d'État Français, principal ministre des rois Louis VI et Louis VII. Il est connu pour ses ambitions théologiques et artistiques qui le conduisirent à reconstruire la basilique de Saint Denis et à donner naissance à l'art gothique.

### Chenevières dans les arts
Chennevières-lès-Louvres est le lieu de tournage de nombreux sketchs de l'émission Groland, et est de ce fait l'archétype du village Grolandais et de sa ruralité.
Le film Les risques du métier réalisé par André Cayatte, et interprété notamment par Jacques Brel et Emmanuelle Riva a été, pour partie, tourné à Chennevières-lès-Louvres

### Héraldique
| Blason de Chennevières-lès-Louvres | Blason  | D'or à la branche de chanvre feuillée de sinople ; au chef tiercé en pal aux I et III d'azur à la fleur de lys d'or et au II de gueules au lion d'argent. |
| Blason de Chennevières-lès-Louvres | Détails | Armes parlantes (Chennevières tient son nom de la culture du chanvre). Les fleurs de lys rappellent l'appartenance de cette commune au Pays de France. Le lion est un rappel des armes d'Eliza D'Usson de Bonnac, filleule de Louis XVI, épouse d'Alexandre de Saint Souplet, descendant des anciens propriétaires, devenu maire de Chennevières en décembre 1807. Création de Jean-Paul et Alexandre de Gassowski adoptée par la municipalité le 21 décembre 2007. |